# Los Cabos

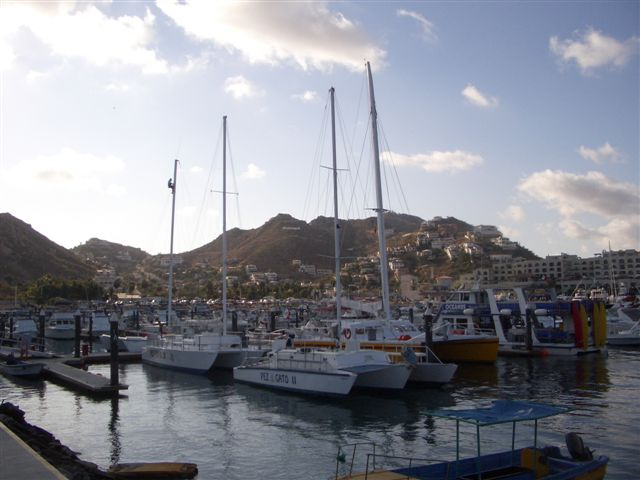
Marina de Cabo San Lucas

Los Cabos és un dels cinc municipis de l'estat d'Estat de Baixa Califòrnia Sud a Mèxic, localitzat a l'extrem sud de la península de la Baixa Califòrnia. El municipi està integrat per dues ciutats turístiques importants: Cabo San Lucas i San José del Cabo. L'economia principal, és el turisme, que va créxier a partir de les inversions governamentals per tal de desenvolupar la infraestructura de la zona el 1974, arran del canvi de l'estatus de Baja California Sur de territori a estat de la federació. La segona activitat econòmica és la pesca (esportiva i laboral). Aquesta zona va ser seu d'una cimera de la Cooperació Econòmica de l'Àsia-Pacífic el 2002.